# Frank Hanson
Frank(lin) Keith Hanson (* 8. August 1899 in Lynn/Massachusetts, Vereinigte Staaten; † 16. Januar 1975 in Montreal) war ein kanadischer Musikpädagoge und Komponist.

## Leben und Wirken
Hanson hatte in Cincinnati Klavierunterricht, bevor er 1914 mit seiner Familie nach Toronto kam, wo er Orgelunterricht bei Harvey Robb am Toronto Conservatory of Music (dem späteren The Royal Conservatory of Music) nahm. Er studierte dann an der Sherwood School of Music in Chicago, der Eastman School of Music in Rochester, dem American Institute of Normal Methods in Auburndale, der Juilliard School of Music und der Columbia University; schließlich an der McGill University bei Douglas Clarke und Alfred Whitehead.
Hanson unterrichtete an der McGill University seit 1923, von 1940 bis 1954 am MacDonald College der Universität. Zu seinen Schülern zählten u. a. Robert Turner, Rafael Masella und Ronald Turini. Seit 1937 war er auch Lehrer an der West Hill High School in Montreal. Außerdem arbeitete er als Berater und Prüfer für das Kultusministerium von Québec und war Leiter des Institutes für Erziehung des MacDonald College.
Er komponierte eine Hornpipe (1934), ein Streichquartett, Stücke für Klavier, für Violine und für Flöte und 1947 die Symphony of Canada.